# مقاطعة مارشال (مينيسوتا)
مقاطعة مارشال (بالإنجليزية: Mahnomen County)‏ هي إحدى مقاطعات ولاية مينيسوتا في الولايات المتحدة الأمريكية.